# Akazienadler
Der Akazienadler (Aquila spilogaster, Syn.: Hieraaetus spilogaster) auch Afrikanische Habichtsadler ist eine Greifvogelart aus der Familie der Habichtartigen (Accipitridae). Dieser relativ kleine, kräftige und sehr agile Adler bewohnt trockene, felsige Regionen Afrikas südlich der Sahara, wo er sich von kleinen bis mittelgroßen Wirbeltieren ernährt. Der Akazienadler galt lange Zeit als Unterart des auch in West- und Südeuropa vorkommenden Habichtsadlers (Aquila fasciatus).

## Aussehen
Der Akazienadler ist ein eher kleiner Vertreter der Aquilinae. Seine Körperlänge liegt zwischen 55 und 62 Zentimetern, große Weibchen können eine Spannweite von 150 Zentimetern erreichen. Der bei Greifvögeln häufige reverse Geschlechtsdimorphismus ist nur moderat ausgeprägt. Weibchen sind durchschnittlich um 5 Prozent größer und um 20 Prozent schwerer als männliche Individuen. In Bezug auf die Gefiederfärbung bestehen zwischen den Geschlechtern nur geringfügige Unterschiede.
Adulte Akazienadler wirken auf Entfernung auf der Oberseite einfarbig dunkelschwarzbraun, fast schwarz, auf der Unterseite weiß. Auffällig ist weiters der lange Schwanz und der kleine, deutlich vom Rumpf abgesetzte Kopf. Aus der Nähe sind auf der Oberseite kleine weiße Flecken, insbesondere im Mantelbereich und an den Schulterfedern zu erkennen. Beim sitzenden Vogel kontrastieren die dunkel schiefergrauen Handschwingen deutlich zur bedeutend dunkleren Färbung des übrigen Oberseitengefieders. Der lange Schwanz ist auf der Oberseite  ebenfalls dunkel schiefergrau und fein schwarz quergebändert; er zeigt am Ende ein breites schwarzes, mit einem schmalen weißen Rand abgeschlossenes Subterminalband. Weibchen sind auf der weißen Unterseite relativ dicht schwarz gestrichelt; bei Männchen ist diese schwarze Zeichnung weniger stark ausgeprägt. Bei beiden Geschlechtern sind jedoch die Innenseiten der Unterschenkelbefiederung („Hosen“) sowie die Unterschwanzdecken rein weiß. Die Beine sind bis zu den grünlichgelben, kräftigen Zehen befiedert. Die Krallen sind schwarz, die Iris ist dunkelgelblich-bernsteinfarben, die Wachshaut gelblich oder grüngelb.
Jungvögel sind auf der Oberseite dunkelbraun mit einigen feinen schwarzen Stricheln auf Kopf und Nacken; die Unterseite ist fast einfarbig warm ocker bis rötlichbraun und nur im Hals- und Brustbereich unterschiedlich deutlich schwarz längsgestrichelt. Der oberseits rötlichbraune Schwanz ist auffällig dunkelgrau gebändert. Akazienadler wechseln langsam ins Erwachsenenkleid; erst mit vier Jahren sind sie ausgefärbt.

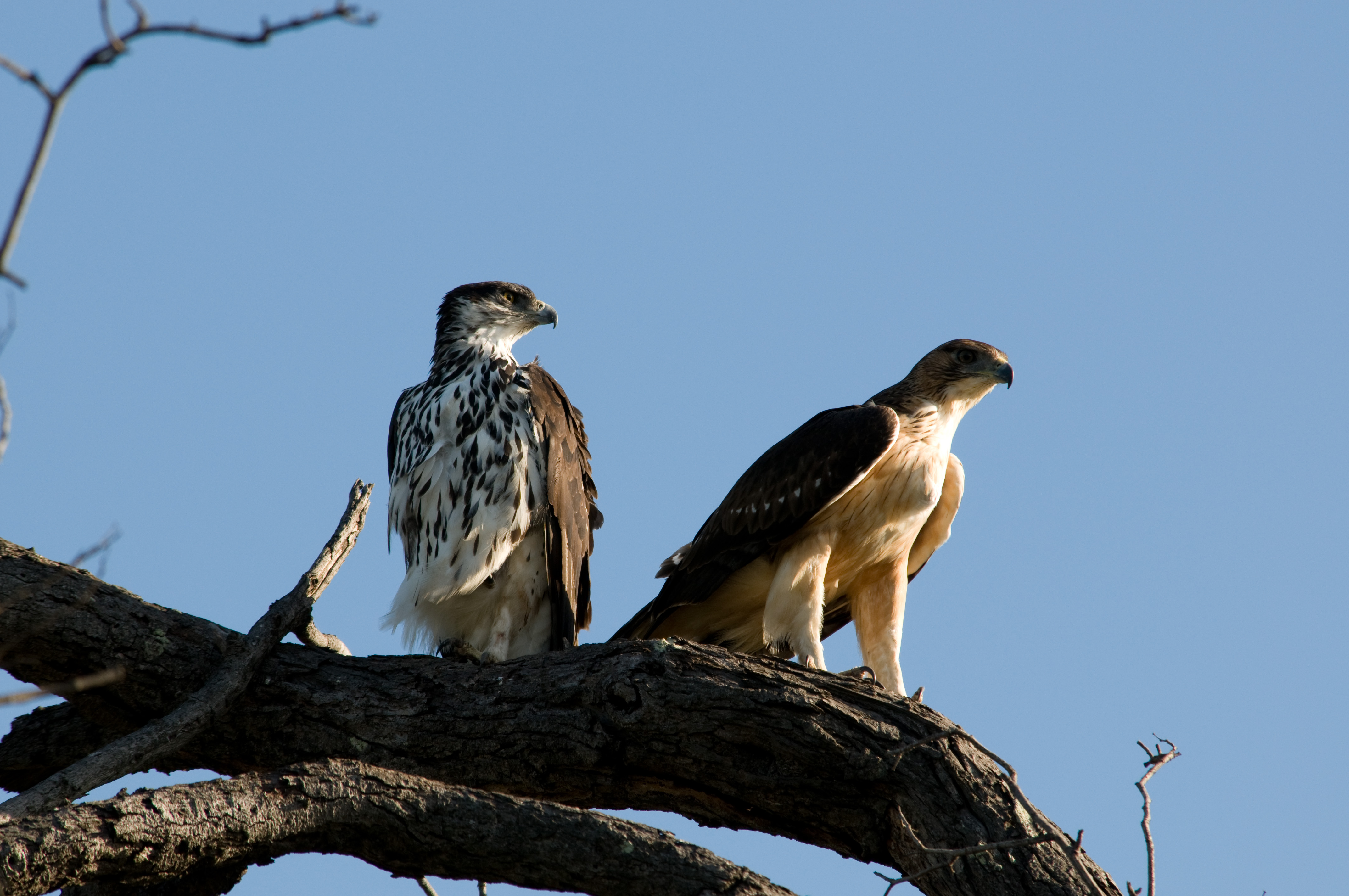
Akazienadler im Kruger-Nationalpark. Links ein Jungvogel

Im Flug lassen der relativ kleine Kopf und der lange Schwanz in der Silhouette eine gewisse Verwechslungsmöglichkeit mit dem ähnlich großen Wespenbussard zu, doch sind die Färbungsmerkmale sowie die Flugcharakteristik so verschieden, dass bei ausreichenden Beobachtungsbedingungen die Unterscheidung immer möglich sein sollte. Im Flugbild sind die Flügel weitgehend gestreckt und nicht stark gefingert. Akazienadler fliegen mit kräftigen, eher flachen Flügelschlägen und gleiten mit weitgehend waagrecht gehaltenen Flügeln. Die schwarzen Unterflügeldecken weisen unregelmäßige weiße Strichel und Flecken auf; sie kontrastieren deutlich mit den hellgrauen Schwingen. An der Basis der Handschwingen zeigt sich ein sehr helles Fenster. Die Arm- und Handschwingen sind deutlich breit schwarz gerandet. Der hellgraue Schwanz ist unterseits undeutlich dunkel gesprenkelt und wird von einem breiten schwarzen Subterminalband und einem schmalen weißen Saum abgeschlossen.
Auch im Flug erscheinen Jungvögel viel heller; ihre rötlichbraunen Unterflügeldecken sind schwärzlich gerandet. Die Spitzen der Arm- und Handschwingen weisen keine schwarze Begrenzung auf, auch das markante Subterminalband ist noch nicht ausgebildet.

## Verbreitung und Lebensraum

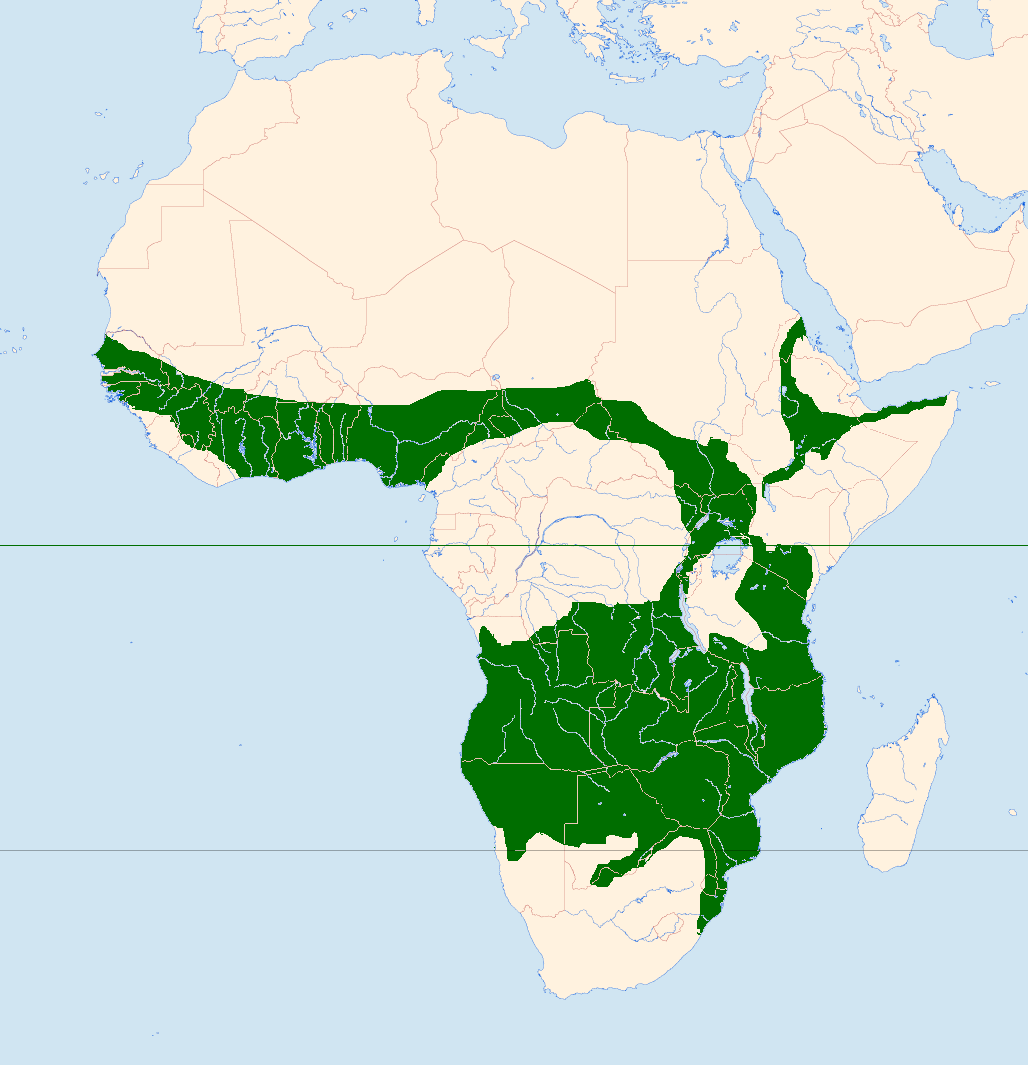
Verbreitung des Akazienadlers

Der Akazienadler ist südlich der Sahara ein weit verbreiteter, jedoch in sehr unterschiedlicher Dichte vorkommender Greifvogel. In manchen Regionen ist er äußerst selten. Nach Süden reicht sein Verbreitungsgebiet etwa bis zum Südlichen Wendekreis, der nur in Südmozambique, Südbotswana und Zentralnamibia wesentlich nach Süden hin überschritten wird.
In diesem großen Verbreitungsgebiet bewohnt die Art trockene, oft felsige, nur spärlich mit Bäumen bestandene Lebensräume. Entsprechend dieser Vorliebe für trockene, offene Habitate kommt sie im Tropengürtel um den Äquator nur in Hochlagen vor. In Ostafrika fehlt sie in den regenbegünstigten Gebieten sowie in weitgehend ariden Landschaften. Gelegentlich brütet sie auch in der Nähe von Kulturland und in Plantagen. Brutvorkommen bestehen bis in Höhenlagen über 3000 Metern, die Mehrzahl liegt jedoch in Höhen unter 1500 Metern.
Brutvögel verbleiben während des gesamten Jahres im Brutgebiet; Jungvögel streifen umher.

## Systematik
Nächster Verwandter des Akazienadlers ist der Habichtsadler (A. fasciatus). Ferguson-Lees & Christie trennen beide als eigene Arten und betrachten diese als Vertreter einer Superspezies. Die molekulargenetischen Untersuchungen von Lerner & Mindell unterstützen den Artstatus beider Formen. Die genetischen Distanzen zwischen A. fasciatus und A. spilogaster waren sogar etwas größer als die zwischen anderen Zwillingsarten unter den Greifvögeln wie zwischen Schrei- und Schelladler oder zwischen Zwerg- und Australienzwergadler (H. morphnoides). Lerner & Mindell weisen jedoch auf die Notwendigkeit weiterer Untersuchungen hin.
Der Akazienadler gehörte ursprünglich zur Gattung Hieraaetus, wurde aber zusammen mit dem Habichtsadler in die Gattung Aquila verschoben, da beide Gattungen in ihrer ursprünglichen Zusammensetzung kein Monophylum darstellten.
Vom Akazienadler werden keine Unterarten beschrieben.

## Nahrungserwerb und Nahrung

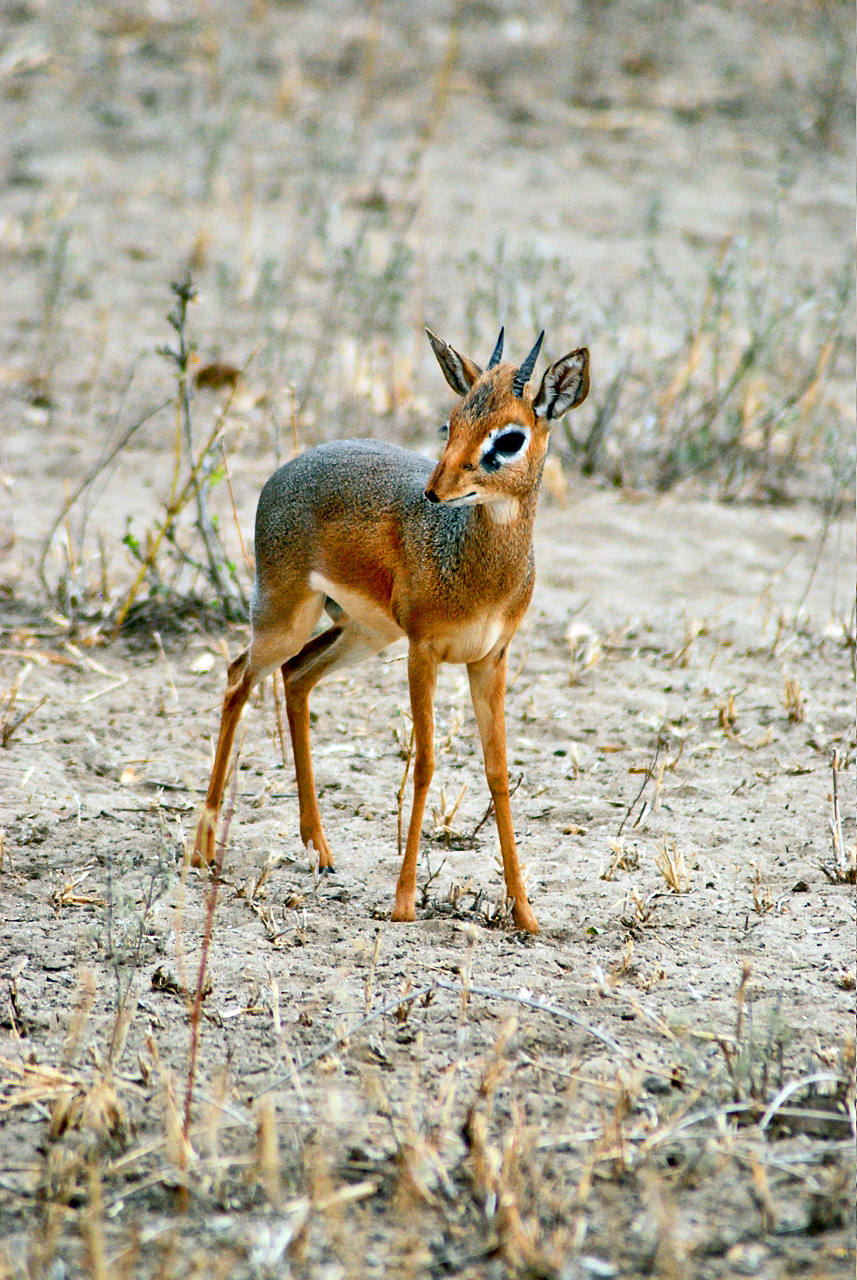
Dikdiks gehören zu den größten Beutetieren, die der Akazienadler zu schlagen vermag

Der Akazienadler ist ein kraftvoller Jäger, dessen Jagdstrategien eher an einen großen Habicht als an einen Adler erinnern. Meist jagt er von einem versteckten Ansitz aus, häufig an Wasserlöchern oder auf Bäumen entlang von Wasserläufen, und schlägt die Beute auf dem Boden. Seltener werden in der Luft Vögel, gelegentlich auch Fledermäuse erbeutet. Ebenso jagt er in niedrigem Flug zwischen Bäumen und Buschwerk und sucht den Überraschungseffekt zu nutzen. Paare jagen gelegentlich kooperativ, indem der eine Partner einen Vogel in einem Schwarm isoliert, den der andere zu schlagen versucht.
Hauptbeutetiere sind Vögel und kleine bis mittelgroße Säugetiere. In geringerer Anzahl werden Schlangen und Eidechsen, besonders von Jungvögeln auch Insekten verzehrt. Unter den Vögeln spielen große Bodenvögel wie Frankoline, Trappen und Perlhühner sowie Nashornvögel eine besondere Rolle. Bei den Säugetieren sind Dikdiks, Hasen, Mangusten und Klippschliefer häufige Beutetiere. Akazienadler vermögen Tiere bis zum Dreifachen ihres eigenen Körpergewichtes zu überwältigen; das entspricht etwa einem maximalen Beutetiergewicht von 4 Kilogramm. Aas wird verzehrt, doch werden Akazienadler nur selten an Kadavern gesehen.

## Brutbiologie

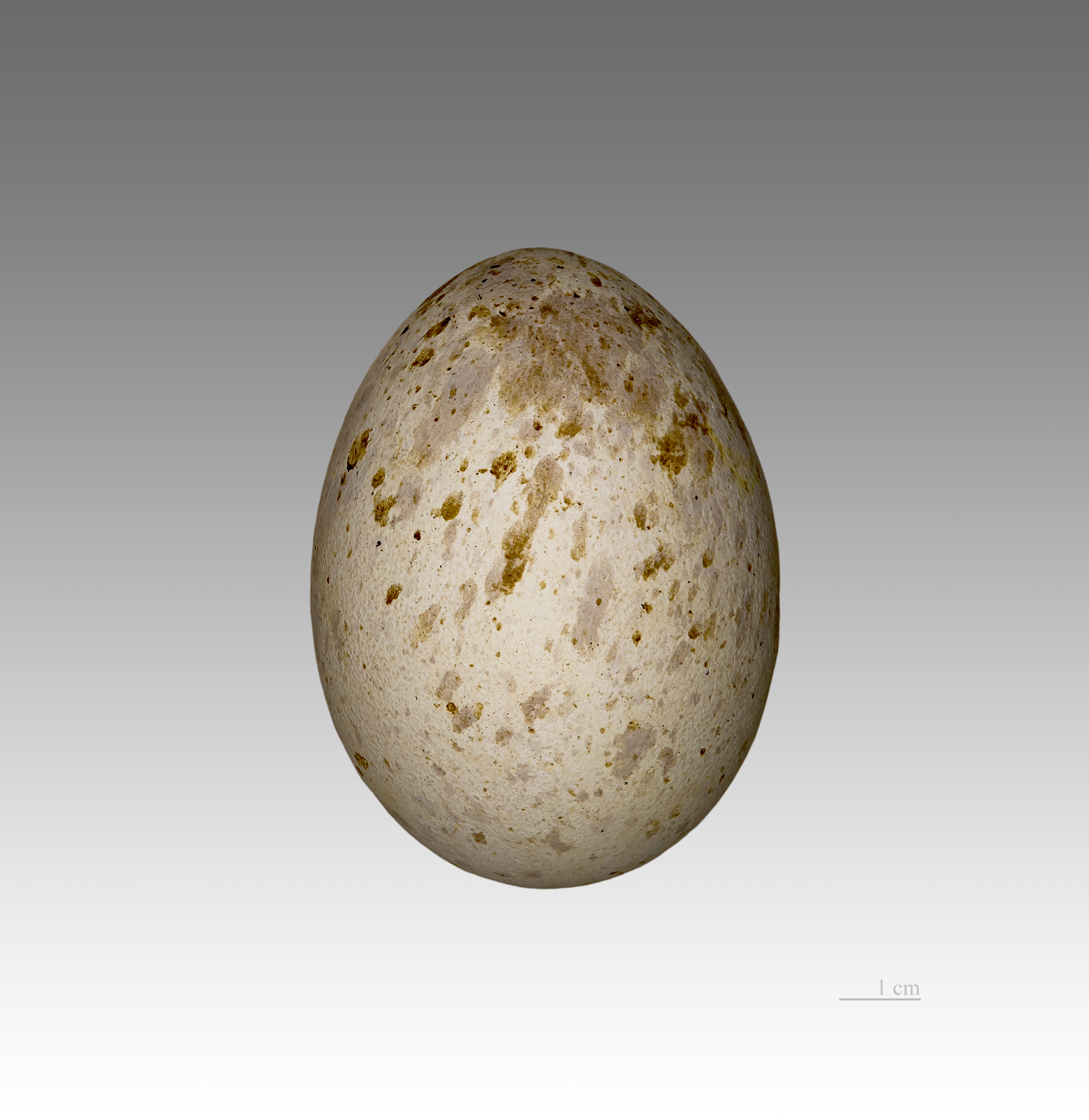
Ei des Akazienadlers

Über das Eintrittsalter der Geschlechtsreife sowie über Art und Dauer der Paarbindung liegen keine Informationen vor. Zum Balz- und Paarbindungsritual gehören neben gemeinsamem Kreisen der Partner über dem Neststandort unter anderem auch eindrucksvolle Schauflüge mit Sturzflügen und gegenseitigem Anfliegen, bei dem gelegentlich die Krallen präsentiert werden.
Die Brutzeit liegt in Westafrika zwischen Februar und Juni, in Ostafrika nördlich des Äquators zwischen Oktober und März, südlich des Äquators meist zwischen Juni und Oktober. Das Nest ist ein massiver Bau aus Ästen und Zweigen. Es misst gewöhnlich gut einen Meter im Durchmesser und ist oft über einen Meter hoch. Außen wird es mit frischen Zweigen verkleidet. Es liegt meist in Höhen zwischen 9 und 15 Metern in einer Gabelung des Stammes oder auf einem starken Seitenast; bevorzugt werden Neststandorte entlang von Wasserläufen. Hauptnistbäume sind Akazien, Baobabs und Eukalyptusbäume, aber auch andere hochwachsende Baumarten kommen als Neststandort in Frage. Selten brütet die Art in Bodennähe auf Büschen, gelegentlich auf Felsvorsprüngen und in Einzelfällen auch auf Hochspannungsmasten.
Das Gelege besteht aus 2 (1–3) Eiern; Die Küken schlüpfen nach etwa 43 Tagen; die Nestlingszeit dauert bis zu 71 Tage.
Über eventuellen Kainismus ist nichts bekannt; ebenso wenig liegen Informationen zur Führungszeit und Dismigration der Jungvögel vor.

## Bestand und Gefährdung
Gesicherte Angaben zur Größe des Weltbestandes gibt es nicht. Die IUCN stuft die Art aufgrund des großen Verbreitungsgebiets als nicht gefährdet (least concern) ein. Auch zur Bestandsentwicklung fehlen belastbare Zahlen; Ferguson-Lees & Christie gehen jedoch von einem Bestandsrückgang im gesamten Verbreitungsgebiet, vor allem in Westafrika aus.